# Níquel natiu
El níquel natiu és un mineral de la classe dels elements natius.

## Característiques
El níquel natiu és l'ocurrència natural del níquel, de fórmula química Ni. Cristal·litza en el sistema isomètric en forma de grans cúbics euèdricss o cubs que fan entrecreixements entre ells, de 0,1 mil·límetres, tancats en heazlewoodita. La seva duresa a l'escala de Mohs és 3,5.
Segons la classificació de Nickel-Strunz el níquel natiu pertany a «01.AA - Metalls i aliatges intermetàl·lics de la família coure-cupalita» juntament amb els següents minerals: alumini, coure, or, plom, plata, steinhardtita, auricuprur, cuproaurur, tetraauricuprur, anyuiïta, khatirkita, novodneprita, cupalita, hunchunita, stolperita, hollisterita, icosaedrita, kriatxkoïta i proxidecagonita.

## Formació i jaciments
Es troba en roques ultramàfiques serpentinitzadaes com a resultat de l'activitat hidrotermal de baixa temperatura. També se'n troba en forma de flocs en placers. Es troba associat a altres minerals com: heazlewoodita, pirita, pirrotina, pentlandita, godlevskita, orcelita, mil·lerita, coure, calcopirita, calcocita o galena. Va ser descobert l'any 1967 a Bogota, Canala (Província del Nord, Nova Caledònia).